# Eleições presidenciais portuguesas de 1925
As oitavas eleições presidenciais portuguesas e últimas da Primeira República, decorreram em sessão do Congresso da República de 11 de Dezembro de 1925, um dia após a demissão de Manuel Teixeira Gomes. Presidiu à sessão António Xavier Correia Barreto.
Nos termos da Constituição Política da República Portuguesa de 1911 que então vigorava, o Presidente da República era eleito através de sufrágio indireto, requerendo pelo menos dois terços dos votos das duas Câmaras (Deputados e Senado) do Congresso da República reunidas em sessão conjunta.
A eleição corre por escrutínio por listas, decidindo-se em 2 escrutínios. Foi eleito Presidente da República Bernardino Luís Machado Guimarães, o único Presidente a ser eleito por duas vezes não-consecutivas. Todavia, num clima de instabilidade crescente, sucedem-se as tentativas de golpe militar; prenúncio do golpe militar de 28 de Maio de 1926 que havia de marcar não só o fim do seu mandato, mas também o fim da Primeira República.

## Resultados
| Candidato       | Candidato                              | Partido                     | 1ª Volta | 1ª Volta        | 2ª Volta | 2ª Volta        |
| Candidato       | Candidato                              | Partido                     | Votos    | %               | Votos    | %               |
| --------------- | -------------------------------------- | --------------------------- | -------- | --------------- | -------- | --------------- |
|                 | Bernardino Machado                     | Partido Democrático         | 124      | 70,86 / 100,00  | 148      | 93,08 / 100,00  |
|                 | Duarte Leite                           | Partido Liberal Republicano | 33       | 18,86 / 100,00  | 5        | 3,14 / 100,00   |
|                 | Francisco Gomes Teixeira               | Partido Liberal Republicano | 5        | 2,86 / 100,00   |          |                 |
|                 | Jacinto Nunes                          | Partido Liberal Republicano | 5        | 2,86 / 100,00   |          |                 |
|                 | Afonso Costa                           | Partido Democrático         | 1        | 0,57 / 100,00   |          |                 |
|                 | António Maria de Bettencourt Rodrigues | Partido Liberal Republicano | 1        | 0,57 / 100,00   | 1        | 0,63 / 100,00   |
|                 | Carlos Belo de Morais                  | Independente                | 1        | 0,57 / 100,00   |          |                 |
| Votos em Branco | Votos em Branco                        | Votos em Branco             | 5        | 2,86 / 100,00   | 5        | 3,14 / 100,00   |
| Total           | Total                                  | Total                       | 175      | 100,00 / 100,00 | 159      | 100,00 / 100,00 |

Arquivo Histórico Parlamentar